# انواع گروه‌های اجتماعی
انواع گروه‌های اجتماعی (به انگلیسی: Types of social groups) در علوم اجتماعی گروه‌های اجتماعی را می‌توان بر اساس پویایی گروه دسته‌بندی کرد که سازمان اجتماعی را تعریف می‌کند. در اصطلاح جامعه‌شناختی، گروه‌ها را اساساً می‌توان از طریق میزان تأثیر ماهیت آنها بر افراد و چگونگی آن از یکدیگر متمایز کرد. برای مثال، «گروه اولیه» یک گروه اجتماعی کوچک است که اعضای آن روابط نزدیک، شخصی و پایداری با یکدیگر دارند (مانند خانواده، دوست دوران کودکی). در مقابل، «گروه ثانویه» گروهی است که در آن تعاملات غیرشخصی‌تر از گروه اولیه است و معمولاً بر اساس علایق مشترک، فعالیت‌ها و / یا دستیابی به هدفی خارج از خود رابطه (مثلاً همکاران، همکلاسی‌ها) است.
چهار نوع اساسی از گروه‌ها به طور سنتی شناخته شده است: گروه‌های اولیه، گروه‌های ثانویه، گروه‌های جمعی و دسته‌ها.

## گروه‌های اولیه و ثانویه
تمایز بین «گروه‌های اولیه» و «گروه‌های ثانویه» برای شناسایی بین دو مرتبه سازمان اجتماعی است.

### گروه‌های اولیه
یک "اولیه گروه" معمولاً یک گروه اجتماعی کوچک است که اعضای آن روابط نزدیک، شخصی و پایداری دارند که در آن افراد موارد ضمنی مانند عشق، مراقبت، نگرانی، حمایت و غیره را مبادله می‌کنند. این گروه‌ها اغلب طولانی‌مدت هستند و با نگرانی اعضا نسبت به یکدیگر مشخص می‌شوند، جایی که هدف در واقع خود رابطه است نه دستیابی به هدف دیگری. به طور کلی، آنها همچنین از نظر روانی برای افراد درگیر آرامش می‌دهند و منبع حمایتی را فراهم می‌کنند. همین طور، گروه‌های اولیه یا فقدان آن‌ها نقش مهمی در توسعه هویت شخصی دارند و می تواند به عنوان حلقه های تنگ متشکل از افرادی مانند خانواده، عاشقانه های طولانی مدت، گروه حمایت از بحران، گروه کلیسا و غیره درک شود.
مفهوم گروه اولیه برای اولین بار در سال ۱۹۰۹ توسط چارلز کولی ( ۱۷ اوت ۱۸۶۴–۸ مهٔ ۱۹۲۹) جامعه‌شناس آمریکایی و یکی از اعضای مشهور مکتب جامعه‌شناسی شیکاگو از طریق کتابی با عنوان «سازمان اجتماعی: مطالعه ذهن بزرگتر» معرفی شد. اگرچه کولی در ابتدا این اصطلاح را برای نشان دادن اولین گروه صمیمی دوران کودکی یک فرد پیشنهاد کرده بود ولی این طبقه‌بندی بعدها به سایر روابط صمیمی نیز گسترش یافت.
علاوه بر این، سه زیر گروه از گروه های اولیه نیز قابل شناسایی هستند:
1. خویشاوندان (بستگان)
2. دوستان نزدیک
3. همسایه ها

### گروه‌های ثانویه (گروه‌های اجتماعی)
«گروه ثانویه» یک گروه نسبتاً بزرگتر است که از روابط غیرشخصی و هدف گرا تشکیل شده است که اغلب موقتی هستند. این گروه ها اغلب بر اساس دستیابی به یک هدف مشترک خارج از خود رابطه هستند و سرمایه گذاری احساسی بسیار کمتری را شامل می شوند. از آنجایی که گروه‌های ثانویه برای انجام وظایف ایجاد می‌شوند، نقش‌های فردی قابل تعویض‌تر هستند، بنابراین اعضا می‌توانند ترک کنند و برون گروهی می‌توانند با سهولت نسبی بپیوندند. چنین گروه هایی را می توان گروه هایی دانست که در آن افراد کالاهای صریح را مبادله می کنند (مانند نیروی کار در ازای دستمزد، خدمات در ازای پرداخت و غیره). به عنوان مثال می‌توان به گروه‌های مطالعه، تیم‌های ورزشی، همکلاسی‌ها، وکیل-موکل، پزشک-بیمار، همکاران و غیره اشاره کرد.
کولی بین گروه‌های اولیه و ثانویه تمایز قائل شده بود، با توجه به این که اصطلاح دومی به روابطی گفته می‌شود که عموماً در اواخر زندگی ایجاد می‌شوند و احتمالاً تأثیر بسیار کمتری بر هویت فرد نسبت به گروه‌های اولیه دارند.

## گروه‌های جمعی
«گروه‌های جمعی» گروه بزرگی از افراد است که روابط آنها با یکدیگر به صورت سست، خود به خود و کوتاه است. اعضا معمولاً از طریق انجام اقدامات مشابه یا داشتن چشم اندازهای مشابه به هم متصل می شوند. از آنجایی که آنها فقط برای یک دوره زمانی بسیار کوتاه وجود دارند، برای یک عضو خارج از گروه بسیار آسان است که عضو درون گروه شود و بالعکس. نمونه‌هایی از گروه‌ها شامل مخاطبان یک نمایش، تماشاگران، مردم در پارک و غیره است.

## دسته‌ها
«دسته‌ها» با مجموعه‌ای از افراد مشخص می‌شوند که اشتراکات مشترکی دارند ولی تنها زمانی به گروه تبدیل می‌شوند که شباهت‌هایشان پیامدهای اجتماعی داشته باشد. به نظر می‌رسد که دسته‌ها در هیچ‌انگیز و ماهیت‌گرایی بالاتر از گروه‌های اولیه، ثانویه و جمعی باشند. این گروه عموماً بزرگترین نوع گروه است که در آن اعضا می‌توانند به طور دائم یا موقت در گروه باشند. دسته‌ها می‌توانند شامل افراد با قومیت، جنسیت، مذهب یا ملیت یکسان باشند. برای مثال، تورنتونی‌ها، زنان و بازی‌کنندگان را می‌توان به‌عنوان «مقوله» توصیف کرد.
کمپبل (1958) به طور معروف «واقعیت» را به عنوان میزانی تعریف می کند که مجموعه ای از افراد به عنوان یک گروه درک می شوند. میزان واقعی بودن یک گروه تحت تأثیر این است که آیا مجموعه ای از افراد سرنوشت مشابهی را تجربه می کنند، شباهت ها را نشان می دهند و از نظر مجاورت نزدیک هستند. اگر افراد بر این باورند که یک گروه از استعداد بالایی برخوردار است، سپس آنها احتمالاً معتقدند که گروه دارای ویژگیهای تغییرناپذیری است که برای گروه ضروری است، که به نام ماهیت گرایی شناخته می شود.

## گروه‌های مرجع
«گروه مرجع» گروهی است که یک فرد یا گروه دیگر با آن مقایسه می‌شود که توسط جامعه‌شناسان در مورد هر گروهی که توسط یک فرد به عنوان معیاری برای ارزیابی خود و رفتارشان استفاده می‌شود، استفاده می‌شود. به طور ساده تر، همانطور که توسط تامپسون و هیکی (2005) توضیح داده شد، چنین گروه‌هایی گروه‌هایی هستند که "مردم هنگام ارزیابی کیفیت ها، شرایط، نگرش ها، ارزش ها و رفتارهای [خود] به آن ها اشاره می کنند."
گروه‌های مرجع به منظور ارزیابی و تعیین ماهیت ویژگی ها و ویژگی های جامعه شناختی یک فرد یا گروه دیگر استفاده می شوند. این گروهی است که فرد با آن ارتباط دارد یا آرزو دارد از نظر روانی با خود ارتباط برقرار کند. این چارچوب مرجع و منبع فرد برای نظم دادن به تجربیات، ادراکات، شناخت و ایده‌های خود از خود می شود. برای تعیین هویت شخصی، نگرش ها و پیوندهای اجتماعی یک فرد مهم است. در مقایسه یا تضادها و ارزیابی ظاهر و عملکرد فرد مبنای مرجع قرار می گیرد.
گروه‌های مرجع معیارها و تضادهای مورد نیاز برای مقایسه و ارزیابی ویژگی های گروهی و شخصی را فراهم می کنند. رابرت کی. مرتن این فرضیه را مطرح کرد که افراد خود را با گروه‌های مرجعی از افراد مقایسه می کنند که نقش اجتماعی را  ایفا می کنند که فرد آرزوی آن را دارد.
[مرتن] نظریه‌ای درباره گروه مرجع (یعنی گروهی که افراد خود را با آن مقایسه می کنند، که لزوماً گروهی نیست که آن افراد به آن تعلق دارند) توسعه داد و مفاهیم درون گروهی و برون گروهی را تشریح کرد. برای هر گروهی از مردم، همیشه گروه‌های دیگری وجود دارند که به آنها نگاه می‌کنند و آرزو دارند مانند آنها باشند.
چنین گروه‌هایی به عنوان یک چارچوب مرجع عمل می کنند که مردم همیشه برای ارزیابی دستاوردها، عملکرد نقش، آرزوها و جاه طلبی های خود به آن مراجعه می کنند. یک گروه مرجع می تواند از یک گروه عضو یا گروه غیرعضو باشد. نمونه‌ای از یک گروه مرجع که مورد استفاده قرار می گیرد، تعیین ثروت است. اگر فردی در ایالات متحده با درآمد سالانه 80,000 دلار، خود را با افراد طبقه با درآمد متوسط تقریباً 32000 دلار در سال درآمد دارند، مقایسه کنند ممکن است خود را مرفه بدانند. با این حال، اگر همان فرد گروه مرجع مربوطه را کسانی بداند که در 0.1٪ از خانوارها در ایالات متحده قرار دارند، کسانی که 1.6 میلیون دلار یا بیشتر درآمد دارند، سپس درآمد افراد 80000 دلاری باعث می‌شود که آنها خود را نسبتاً فقیر بدانند.

## مثال ها
- گروه‌های اساسی: کوچکترین گروه اجتماعی ممکن با تعداد معینی از افراد (یعنی بیشتر از 1) - اغلب با خانواده سازی همراه است:
  - دیاد: یک گروه دو نفره خواهد بود. تعامل اجتماعی در یک زوج معمولاً شدیدتر از گروه‌های بزرگتر است زیرا هیچ یک از اعضا توجه دیگری را با دیگران به اشتراک نمی‌گذارند.[۱۴]: 153  (همچنین به زوج مراجعه کنید.)
  - 'سه‌گانه: گروه سه نفره. سه‌گانه‌ها معمولاً پایدارتر از زوج‌ها هستند زیرا در صورتی که رابطه بین دو عضو دیگر تیره شود، یک عضو می‌تواند به عنوان میانجی عمل کند.[۱۴]: 154
- خانواده، خانوار: گروه کوچکی از مردم که در یک خانه زندگی می‌کنند. خانواده ممکن است طایفه، انجمن، گروه های بزرگتر خویشاوندی یا یک واحد اساسی از اجتماع را تشکیل دهند یا نه. فرهنگ‌های مختلف شامل مدل‌های مختلف خانواده‌ها، از جمله خانواده هسته‌ای، خانواده‌های ترکیبی، مسکن مشترک و خانه گروهی هستند.
- خدمه یا باند: گروه کوچکی از افراد ماهر با علایق مشترک. یک خدمه قایقرانی؛ یک گروه موسیقی؛ کارگر ساختمان؛ زیر واحد یک قبیله به عنوان جامعه محدود.
- گروه همسالان: گروهی با اعضای تقریباً همسن، موقعیت اجتماعی و علایق. عموماً افراد از نظر قدرت در تعامل با همسالان نسبتاً برابر هستند.
- گروهک: گروهی از مردم که بسیاری از علایق مشابه دارند و معمولاً در محیط دبیرستان/دانشگاه یافت می شوند. بیشتر اوقات آنها برای خود نام و قوانینی دارند.
- باشگاه: گروهی که معمولاً برای عضویت نیاز به درخواست دارد. چنین باشگاه هایی ممکن است به فعالیت های خاصی اختصاص داده شوند: برای مثال، باشگاه های ورزشی.
- کابال: گروهی از مردم که در یک طرح نزدیک با هم متحد می‌شوند، معمولاً برای ترویج دیدگاه‌ها یا علایق خصوصی خود در یک کلیسا، ایالت یا جامعه دیگر، اغلب با دسیسه.
- اجتماع: گروهی از افراد با یک اشتراک یا گاهی اوقات شبکه پیچیده ای از مشترکات همپوشانی، اغلب - اما نه همیشه - در مجاورت یکدیگر با درجه ای از تداوم در طول زمان.
- باند خلافکاران: معمولاً یک گروه شهری است که در یک منطقه خاص جمع می شوند. این گروهی از افراد است که اغلب دور یکدیگر آویزان می شوند. آنها می توانند مانند برخی باشگاه‌ها باشند ولی بسیار کمتر رسمی. آنها معمولاً در بسیاری از کشورها به عنوان عامل آشوب اجتماعی شناخته می شوند و همچنین تأثیر منفی بر اعضا دارند و ممکن است در صورت بروز هرگونه رذایل اجتماعی هدف مجریان قانون قرار گیرند.
- اوباش: معمولاً گروهی از مردم که قانون را به دست خود گرفته اند. اوباش معمولاً گروه هایی هستند که به دلیل خاصی به طور موقت جمع می شوند.
- همراهان: در اصل در قانون عرفی انگلیسی یافت می شود، دارایی ها عموماً منسوخ هستند و فقط در ایالات متحده باقی می مانند، جایی که آنها معادل احضار شبه نظامیان برای مقاصد نظامی برای اجرای قانون هستند. با این حال، نوچه ها همچنین می تواند به یک گروه خیابانی اشاره کند.
- جوخه: به طور کلی یک گروه کوچک، از حدود 3 تا 15 نفر، که به عنوان یک تیم برای رسیدن به اهداف خود کار می کنند.
- تیم: شبیه به یک تیم، هر چند یک تیم ممکن است شامل تعداد زیادی از اعضای تیم باشد. یک تیم به روشی شبیه به یک تیم کار می کند.

## مطالعه بیشتر
- اپلباوم، آر. پی.، دی. کار، ام. دونیر، و آنتونی گیدنز. 2009. "انطباق، انحراف و جنایت." "مقدمه‌ای بر جامعه‌شناسی"، نیویورک: دبلیو. دبلیو. نورتون و شرکت. ص 137.